# مأذونية نقل
مأذونية النقل والمعروفة بالدارجة لاكريمات، هي رخصة استغلال سيارات الأجرة بالمغرب ووسائل نقل مدفوعة الثمن (غير عمومية) في المغرب. أُنشئ هذا النوع من الرخص بعد استقلال البلاد سنة 1956 لتقنين قطاع النقل الحضري والجهوي، إلا أن نظام تداول هذه الرخص يضل أوضح مظاهر الريع في الاقتصاد المغربي.

## الخلفية التاريخية

محطة وقوف سيارة الأجرة الصغيرة بفاس، المغرب

في الخمسينيات والستينيات، بعد استقلال المغرب عن فرنسا، عمدت السلطات آنذاك لبناء مجتمعات عصرية في المدن القليلة. فبالإضافة إلى النقل الحضري بكل من الدار البيضاء، الرباط، فاس، مراكش، مكناس، طنجة ووجدة، عمدت السلطات إلى دعم النقل المدفوع الثمن عبر الخواص كسيارات الأجرة الصغيرة، سيارات الأجرة الكبيرة وحافلات النقل الجهوي، عبر توزيع مأذونيات النقل على أعضاء جيش التحرير سابقا والأشخاص أو الأسر ذات الاحتياجات الخاصة. 

### التوظيف السياسي
في سبعينيات وثمانينيات القرن الماضي، عاش المغرب نوع من التجاذب السياسي بين نظام المخزن والمعارضة آنذاك، مما أدى بالسلطات لاستعمال الإكراميات (كرخص استغلال لوسائل النقل أو استغلال بعض الثروات المعدنية أو البيئية). فأضحى أصحاب مأذونية النقل هم من مساعدي النظام وأتباعه أو ممن يساعدون على تلميع صورته كالأعيان، كبار الفنانين، الرياضيين وحتى بعض من يُعرفون برجال الدين، بالإضافة إلى فئة قليلة من حصلوا عليها عن طريق العوز التام أو التوسل للملك مباشرة خلال زياراته لربوع المملكة.

## الخلفية القانونية
ينظر التشريع المغربي لرخصة استغلال وسائل النقل على أنها هبة وليست حقا يمكن المطالبة به. لا يمكن لأي شخص التقدم بطلب رخصة استغلال للسلطات المحلية بضوابط واضحة أو طرق توزيع شفافة، فالرخصة عبارة عن إكرامية «اجتماعية» تدوم  6 سنوات، قابلة للتجديد المتكرر. لا يمكن ان تُسحب من صاحبها كما لا يمكن كراؤها أو توريثها وحتى بيعها.

## أصناف المأذونيات
توجد في المغرب 9 أصناف [بحاجة لدقة أكثر]لرخص استغلال وسائل النقل الغير عمومية، الجدول أسفله (غير مكتمل) يوضح الأصناف المتعامل بها:
| الصنف | الوسيلة المرخصة            | ملاحظة                                                                                               | العدد        |
| ----- | -------------------------- | --- | ------------ |
| 1     | استغلال سيارة أجرة صغيرة   | سيارة أجرة للمجال الحضري فقط بإلزامية العداد                                                         | 75000 (2012) |
| 2     | استغلال سيارة أجرة كبيرة   | سيارة أجرة بين المدن، عادة ما تكون نوع مرسيدس قديمة جدا                                              |              |
| 3     | استغلال سيارة أجرة للبضائع | عبارة عن سيارات صغيرة ذات مقصورة لشخصين ومساحة نقل البضائع بحد أعلى 3 طن وتسمى بالعامية "هوندة"      |              |
| 4     | استغلال شاحنة أجرة للبضائع | شاحنات نقل البضائع للخواص، تستعمل في نقل مواد البناء أو الأثاث أثناء الرحيل                          |              |
| 5     | استغلال حافلة نقل حضرية    | هي حافلات نقل داخل المدن، لها الحق في استغلال بعض الخطوط الحضرية موازاة مع حافلات النقل العمومي      |              |
| 6     | استغلال حافلة نقل جهوية    | هي حافلات نقل جهوية للمسافات الطويلة بين المدن، بعض هذه الحافلات بذائي وأخرىات مريحات دون معيار موحد | 3.681 (2012) |
| 7     | استغلال هيلكوبتر سياحية    | هي مروحيات نقل سياحية، تُستعمل لأغراض التصوير من السماء أو نقل بعض رجال الأعمال                       |              |
| 8     | استغلال طائرة نقل صغيرة    | طائرة أجرة صغيرة بمحركين مروحيين للمجال الوطني فقط (5 مقاعد)                                         |              |
| 9     | استغلال باخرة نقل          | مثال باخرة بلادي، باخرة مراكش أو كوماناف                                                             |              |